# Медаль «20 лет словацкого национального восстания»
Медаль «20 лет словацкому национальному восстанию» (чеш. Pamětní medaile k 20. výročí Slovenského národního povstání) — чехословацкая военная награда, учреждённая законом от 17 июня 1964 года для награждения людей, участвовавших в словацком национальном восстании. Она также была призвана подчеркнуть братство чехов и словаков, укрепить чехословацко-советскую дружбу и солидарность всех сил, борющихся против нацизма.

## Описание награды
Знак представляет собой овальный диск диаметром 35 мм, изготовленный из патинированой бронзы.
В центре аверса было изображение женщины с автоматом на фоне горы, символизирующую борьбу повстанцев. Рядом были даты «1944» и «1964». По краю медали была надпись на чешском языке: «SLOVENSKÉ NÁRODNÉ POVSTANIE» («словацкое национальное восстание»).
На реверсе был герб Чехословакии, а под ним надпись «ČESKOSLOVENSKÁ SOCIALISTICKÁ REPUBLIKA» («Чехословацкая Социалистическая Республика»).
Медаль подвешивалась на красную ленту шириной 40 мм, с пятью узкими полоса сине-бело-красно-бело-синего цвета шириной 5 мм в центре.